# William Filby
William Filby, né dans l'Oxfordshire et mort le 30 mai 1582 à Tyburn, Londres en Angleterre, est un prêtre catholique anglais accusé de trahison et exécuté sous le règne d'Elizabeth Ire. 

## Biographie
Formé au Lincoln College d'Oxford, il se rend clandestinement en octobre 1579 sur le continent afin d'être admis au collège anglais de Douai alors délocalisé à Reims. Il est ordonné prêtre catholique à Reims le 25 mars 1581 et est immédiatement de retour en Angleterre.
Il est arrêté dès le mois juillet de la même année en compagnie d'Edmond Campion alors qu'il célébrait la messe et se cachait à Lyford Grange alors dans le Berkshire, dans la maison d'un certain Francis Yate. Il est un premier temps incarcéré dans la prison de la Tour de Londres, transféré le 14 août à la prison de Marshalsea, avant d'être à nouveau renvoyé dans la prison de la Tour de Londres.
Les charges qui pèsent contre lui sont faibles. Les juges cherchent à le condamner pour haute trahison en l'association aux différentes révoltes de catholiques en Irlande et précisément celles dans le Leinster. Il est questionné sur son éventuelle connaissance du débarquement de troupes espagnoles dans le Comté de Kerry. Malgré le fait qu'il est en permanence menotté et privé de sommeil pendant près de deux mois il tient bon face aux juges. Finalement condamné à mort pour Haute trahison il est exécuté. Avec lui meurent Thomas Cottam, Luke Kirby et Laurence Richardson.

## Vénération
Reconnu comme un martyr catholique, William Filby fut béatifié le 29 décembre 1886 par le pape Léon XIII en même temps que 53 autres martyrs anglais. Figurant dans la liste des martyrs de Douai il est vénéré par l'Église catholique le 30 mai.